# Interdisciplinaridade
Interdisciplinar é um aspecto comum presente em duas ou a mais disciplinas escolares e, a interdisciplinaridade é um processo de ligação entre as disciplinas que busca a superação do processo pedagógico de ensino-aprendizagem tradicional que é fragmentado; uma proposta de trabalho onde os professores realizam uma prática pedagógica conjunta (unindo várias áreas do conhecimento) pesquisando multiplas soluções.a partir de uma situação-problema que ocorre na vida real.
Segundo Jean Piaget a interdisciplinaridade pode ser considerada: “o intercâmbio mútuo e a integração recíproca de várias ciências”.
uma proposta onde a forma de ensinar leva em consideração a construção do conhecimento pelo aluno. Uma prática que não dilui as disciplinas no contexto escolar, ampliando o trabalho disciplinar ao promover a aproximação e a articulação das atividades docentes em uma ação coordenada para objetivos bem definidos.  
Voltada para a formação do indivíduo, a interdisciplinaridade propõe a capacidade de dialogar com as diversas ciências, fazendo entender o saber como um todo, e não como partes ou fragmentações. Trata-se de um movimento, um conceito e uma prática que está em processo de construção e desenvolvimento dentro das ciências e do ensino das ciências, sendo, estes, dois campos distintos nos quais a interdisciplinaridade se faz presente. Assim, interdisciplinaridade é parte de um movimento que busca a superação da disciplinaridade. 
Definir um objeto que está em construção, coexistindo com aquele que o estuda, é uma tarefa difícil e até certo ponto parcial, uma vez que este objeto está se transformando e se alterando. Assim, toda discussão sobre interdisciplinaridade é passível de análise comparativa com o material contemporâneo sobre o tema até que este esteja melhor desenvolvido e articulado, muito mais pela prática do que pela teoria, uma vez que a interdisciplinariedade esta acontecendo, e a partir disso, uma teoria tem sido desenvolvida.
Um estudo epistemológico é proveitoso para a delimitação do tema. Existem quatro palavras que são particularmente relacionadas entre si e todas delimitam uma abordagem científica e educacional. Pluridisciplinaridade, multidisciplinaridade, "interdisciplinaridade" e transdisciplinaridadeː o que há em comum nestas palavras é a palavra disciplina, que deve ser entendida como aquelas "fatias" dos estudos científicos e das disciplinas escolares, tais como matemática, biologia, ciências naturais, história, etc. e de um esforço em superar tudo o que está relacionado ao conceito de disciplina.

## Origem e conceitos
A interdisciplinaridade tem suas raízes na história da ciência contemporânea, sobretudo aquela produzida a partir do século XX. Por isso, para compreender este movimento, é necessário apresentar algumas considerações sobre esta temática.

### Princípio dos estudos científicos
Desde o século XV, a ciência passou por uma grande mudança em toda a sua estrutura, o que resultou numa explosão de novos conhecimentos, novas práticas e técnicas de pesquisa, isso tem início com o renascimento e com a perda, por parte da igreja, do poder que exercia sobre o homem e a sociedade. Pesquisas até então condenadas e censuradas começavam a ser feitas, por exemplo pesquisa da anatomia humana através da dissecação de cadáveres. Galileu, Leonardo Da Vinci, Copérnico, entre outros, surgem com grandes inovações e ideias que alterariam o pensamento humano. Com tudo isso, surge definitivamente a ciência e a pesquisa científica, tomando lugar entre a teologia e a filosofia, com a missão de apresentar a razão em oposição a fé e a pesquisa em oposição ao discurso e a retórica.

## Disciplinarização do conhecimento
Num período muito curto, a ciência tem seus fundamentos desenvolvidos e sua principal função torna-se a de compreender as coisas partindo do macro, do todo, até chegar no micro, na menor partícula, na menor parte, a fim de ter uma visão mais profunda do todo. Então o movimento que a ciência passa a realizar é partir da compreensão já existente das coisas, por exemplo, das ideias postas do que é o homem, seu corpo, seus membros, seus sistemas, o funcionamento do corpo etc., em direção à menor partícula que possa ajudar a definir e compreender esse mesmo homem. Assim, iniciam-se as pesquisas em anatomia humana, pesquisas em microbiologia humana, até, bem recentemente, chegar-se a um grande contingente de informações e conhecimentos do que é o homem, tendo chegado até o DNA. 
Importante observar que, segundo o exemplo dos estudos do homem, com o tempo o volume de estudos e de informações levantadas foi ficando grande ao ponto de ser necessária a criação de novas subcategorias que dessem conta de continuar as pesquisas e dominar os conhecimento adquiridos, em outras palavras, a disciplina de ciências passa a ter uma nova disciplina especifica que responderia então por um conhecimento especifico da ciência absoluta. Esse processo se repete exatamente como se dá a divisão celularː quando uma disciplina está desenvolvida o suficiente, ela se divide e dá origem a outra disciplina, distinta da primeira em seu objeto de estudo e exigente quando ao pesquisador que deve dominá-la, que é o especialista. 
Através deste movimento, partindo do século XV, em que existia somente a disciplina de ciência, que era dominada por todos os estudiosos envolvidos, chega-se ao século XXI com uma infinidade de disciplinas especializadas nas mais diversas frações da ciência, tais como ciências sociais, sociologia, antropologia, psicologia, anatomia geral, anatomia específica ou neurologia, cardiologia, fisiologia, ciências da natureza, biologia, microbiologia, ciências exatas, química, física, e muitas outras, cada uma sendo responsável por uma pequena fração, ou especialidade da ciência, e cada uma com um especialista diferente, que domina somente a sua especialidade, aquela fração do conhecimento.

### Diferenciação entre disciplina escolar e científica
Embora o termo "disciplina" seja empregado para mencionar tanto as frações do conhecimento científico, como frações dos estudos escolares, e em muitos casos tenham os mesmos nomes, tais como história, matemática, química, física etc. As ligações entre umas e outras está somente nisso. Não há relação direta entre uma disciplina científica e uma disciplina escolar com mesmo nome, o que se dá é que, remotamente, o objeto de estudo de uma e outra disciplina é o mesmo, porém a disciplina escolar não apresenta todos os conhecimentos da disciplina científica, por vezes até foge um pouco desses conhecimentos, como no caso da disciplina escolar de geografia, que não contempla a cartografia, a geologia, dentre outras. Isso se dá porque as funções de uma e outra disciplina são diferentes.
É importante observar que as disciplinas escolares tomam muito daquilo que é produzido pelas disciplinas científicas e revestem esses conhecimentos de funções didáticas que têm a função de levar os alunos a conhecerem, mesmo que minimamente, o que é produzido pelo homem em termos de conhecimento e estudos.

## Transdisciplinaridade e multidisciplinaridade

### Transdisciplinaridade

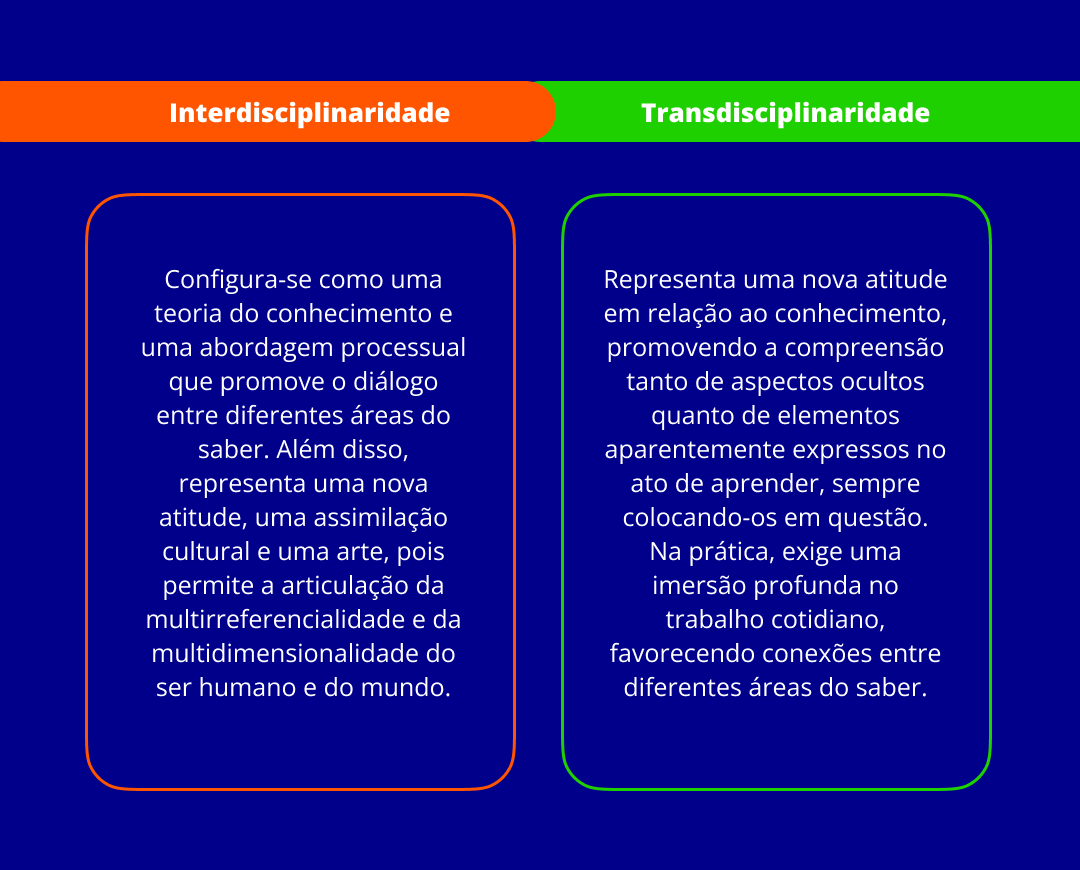
A interdisciplinaridade e a transdisciplinaridade.

A transdisciplinaridade é uma abordagem científica que visa à unidade do conhecimento. Desta forma, procura estimular uma nova compreensão da realidade articulando elementos que passam entre, além e através das disciplinas, numa busca de compreensão da complexidade do mundo real. Além disso, do ponto de vista humano, a transdisciplinaridade é uma atitude empática de abertura ao outro e seu conhecimento. 

É um termo originalmente criado por Jean Piaget, que, no I seminário Internacional sobre pluridisciplinaridade e interdisciplinaridade, realizado na Universidade de Nice, também conhecido como Seminário de Nice, em 1970, divulgou, pela primeira vez, o termo, dando, então, início ao estudo sobre o mesmo, pedindo para que os participantes pensassem no assunto.

Hoje, tendo o Centre International de Recherches et d`Études transdisciplinaires (CIRET) como um dos principais centros mundiais de estudos sobre os conceitos transdisciplinares, é um dos mais complexos, e por consequência um dos mais estudados conceitos, onde ao mesmo tempo procura uma interação máxima entre as disciplinas porém respeitando suas individualidades, onde cada uma colabora para um saber comum, o mais completo possível, sem transformá-las em uma única disciplina.

E é na Carta da transdisciplinaridade, produzida no I Congresso Mundial de Transdisciplinaridade 1994, realizado em Arrábida, Portugal, com fundamental colaboração do CIRET e apoio da UNESCO, em que temos uma definição do conceito transdisciplinar:

* Artigo 3: "(...) A Transdisciplinaridade não procura a dominação de várias disciplinas, mas a abertura de todas as disciplinas ao que as atravessa e as ultrapassa."

* Artigo 7: A transdisciplinaridade não constitui nem uma nova religião, nem uma nova filosofia, nem uma nova metafísica, nem uma ciência das ciências."

No âmbito acadêmico, já no século XX, com o intuito de unir o mundo "não universitário" ao universitário, cuja separação se dá primordialmente pela hiperespecialização profissional, com grande número de disciplinas que não acompanham todo o desenvolvimento, principalmente na área tecnológica, temos um aprofundamento na utilização deste conceito, visando formar profissionais cada vez mais completos, compatíveis com as exigências do mercado de trabalho que este futuro profissional encontrará.

Assim tão complexo quanto os problemas que tenta solucionar, tem-se a transdisciplinaridade, que por ser tão sutil, ser a linha tênue que une e serve de limite entre o comprometimento e o individualismo de cada disciplina, que não possui uma definição exata, e ao mesmo tempo é um dos mais necessários conceitos quando tratamos de formação e educação.

### Multidisciplinariedade
Multidisciplinaridade é um conjunto de disciplinas a serem trabalhadas simultaneamente, sem fazer aparecer as relações que possam existir entre elas, destinando-se a um sistema de um só nível e de objetivos únicos, sem nenhuma cooperação. A multidisciplinaridade corresponde à estrutura tradicional de currículo nas escolas, o qual encontra-se fragmentado em várias disciplinas.
De acordo com o conceito de multidisciplinaridade, recorre-se a informações de várias matérias para estudar um determinado elemento, sem a preocupação de interligar as disciplinas entre si. Assim, cada matéria contribui com informações próprias do seu campo de conhecimento, sem considerar que existe uma integração entre elas. Essa forma de relacionamento entre as disciplinas é considerada pouco eficaz para a transferência de conhecimentos, já que impede uma relação entre os vários conhecimentos.
Segundo Piaget, a multidisciplinaridade ocorre quando "a solução de um problema torna necessário obter informação de duas ou mais ciências ou setores do conhecimento sem que as disciplinas envolvidas no processo sejam elas mesmas modificadas ou enriquecidas". A multidisciplinaridade foi considerada importante para acabar com um ensino extremamente especializado, concentrado em uma única disciplina.
A origem da multidisciplinaridade encontra-se na ideia de que o conhecimento pode ser dividido em partes (disciplinas), resultado da visão cartesiana e depois cientificista, na qual a disciplina é um tipo de saber específico e possui um objeto determinado e reconhecido, bem como conhecimentos e saberes relativos a esse objeto e métodos próprios. Constitui-se, então, a partir de uma determinada subdivisão de um domínio específico do conhecimento. A tentativa de estabelecer relações entre as disciplinas é que daria origem à chamada interdisciplinaridade.
A multidisciplinaridade difere da pluridisciplinaridade porque esta, apesar de também considerar um sistema de disciplinas de um só nível, possui disciplinas justapostas situadas geralmente no mesmo nível hierárquico e agrupadas de modo a fazer aparecer as relações existentes entre elas.
Há registos de projetos a aplicarem a multidisciplinaridade nas observações de pares, como é o do caso do projeto De Par em Par na Universidade do Porto em Portugal.

#### Diferenças entre transdisciplinaridade e interdisciplinaridade
A transdisciplinaridade não significa apenas que as disciplinas colaboram entre si, mas significa também que existe um pensamento organizador que ultrapassa as próprias disciplinas. É diferente de interdisciplinaridade, que exemplificando através de uma analogia, é basicamente como as Nações Unidas, que simplesmente une para discutir os problemas particulares de cada região.  Nisto, a transdisciplinaridade é mais integradora. Conforme o Artigo 3 da Carta da transdisciplinaridade, "a Transdisciplinaridade é complementar da aproximação disciplinar; ela faz emergir da confrontação das disciplinas novos dados que as articulam entre si e que nos dão uma nova visão da natureza e da realidade."
Mas, para haver essa dita transdisciplinaridade, é preciso haver um pensamento organizador, chamado pensamento complexo. Pela criação de um meta ponto de vista e não de um ponto de vista. O verdadeiro problema não é fazer uma adição de conhecimento, é organizar todo o conhecimento.

## Aplicação na ciência
Como indicado anteriormente, a interdisciplinaridade surge no século XX como um esforço de superar o movimento de especialização da ciência e superar a fragmentação do conhecimento em diversas áreas de estudo e pesquisa.
A ciência, no século XX, tornou-se especializada ao ponto de não ser mais possível realizar o movimento pretendido quando do início da especialização, que era chegar ao micro para conseguir ver o todo de forma plena e completa, e também, chegou-se ao ponto em que, em algumas áreas, não era mais possível continuar aprofundando no conhecimento, tendo chegado ao limite do que era possível a determinadas especialidades pesquisar. Então a interdisciplinaridade surge como proposta para a realização do movimento inverso, partir do micro e retornar ao todo. Com isso, com a aplicação da interdisciplinaridade na ciência, surgem novas disciplinas agregadoras, que unem áreas específicas do conhecimento a fim de compreender fenômenos que seriam incompreensíveis com os conhecimentos de apenas uma área, como é o caso da bioengenharia, que une as áreas da biologia e engenharia a fim de dar conta de estudos que uma ou outra disciplina sozinha não daria conta.

### Novas práticas de pesquisa
Com a ampliação da aplicação da interdisciplinaridade na ciência, têm se desenvolvido novas práticas de pesquisa. Muitas disciplinas que, até então, eram consideradas incomunicáveis, considerada a distância entre seus objetos de estudo, estão sendo reunidas para dar respostas a novos problemas de pesquisa e a questões que uma única disciplina não é capaz de responder.

### Novas disciplinas científicas
Para Pompo houve o aparecimento de novos tipos de formações disciplinares. Ela organizou em três grandes tipos:
a) Ciências de fronteiras
São disciplinas híbridas que se constituem pelo cruzamento de duas disciplinas tradicionais, quer no âmbito das ciências exatas e da natureza (por exemplo, a Biomatemática, a Bioquímica ou a Geofísica), das ciências sociais e humanas (Psicolinguística ou história da economia), quer entre umas e outras (Sociobiologia, etologia), quer ainda entre ciências naturais e disciplinas técnicas (Engenharia Genética ou Biónica).
b) Interdisciplinas
São novas disciplinas que surgem do cruzamento, também ele inédito, das disciplinas científicas com o campo industrial e organizacional. Por exemplos: Relações Internacionais e Organizacionais, sociologia das organizações, psicologia industrial, ou ainda esse eloquente exemplo que é constituído pela investigação operacional, investigação operacional que resultou da conglomeração, ou mesmo da fusão, entre cientistas, engenheiros e militares.
c) Interciências
São várias, e é impossível estabelecer qualquer espécie de hierarquia entre elas. Os exemplos mais pertinentes são a ecologia, as Ciências Cognitivas, a Cibernética e as Ciências da Complexidade. Neste conjunto temos várias novidades epistemológicas. Por exemplo, no que diz respeito às ciências cognitivas.

## Aplicação na educação
A interdisciplinaridade está presente na educação desde que começou a ser aplicada na ciência.

### No nível básico
Muitos projetos e práticas têm sido adotados, sobretudo nos terceiro e quarto ciclo e ensino médio, numa tentativa de superar a fragmentação do conhecimento e criar uma relação entre o conhecimento e a realidade do aluno.

### No nível superior
Há um destaque maior para a interdisciplinaridade no nível superior, dadas as questões da reforma do ensino superior e o desafio de formar profissionais mais bem preparados para o mercado de trabalho.

## Na prática
Na prática, a interdisciplinaridade é um esforço de superar a fragmentação do conhecimento, tornar este relacionado com a realidade e os problemas da vida moderna. Muitos esforços têm sido feitos neste sentido na educação. Na ciência, por sua vez, os esforços estão na busca de respostas, impossíveis com os conhecimentos fragmentados de uma única área especializada.

## Principais autores
A pesquisa sobre interdisciplinaridade ainda é muito recente, mesmo assim existem alguns autores já destacados por sua produção sobre o tema. São eles: Ivani Fazenda, que possui várias publicações sobre o tema e sua relação com a educação e é coordenadora de uma equipe de pesquisadores da Pontifícia Universidade Católica de São Paulo que desenvolve diversas pesquisas sobre o tema; Hilton Japiassu, que possui também diversas publicações sobre o tema, tanto em sua manifestação na educação como na ciência; em Portugal, destaca-se a autora Olga Pombo, que é também pesquisadora sobre este tema tanto no Brasil como em Portugal, onde já esteve fazendo palestras sobre o assunto. Edgar Morin, considerado um dos grandes pensadores vivos, está preocupado com o futuro da Terra e da Humanidade enquanto parte da teoria dos sistemas. Alerta-nos para a complexidade do problema, para a necessidade de encontrar soluções como uma emergência global e proclama que um método interdisciplinar é essencial para alcançar resultados básicos. Diz que as soluções não serão apenas científicas, mas principalmente políticas.
Interdisciplinaridade é a integração de dois ou mais componentes curriculares na construção do conhecimento.
A interdisciplinaridade surge como uma das respostas à necessidade de uma reconciliação epistemológica, processo necessário devido à fragmentação dos conhecimentos ocorrido com a revolução industrial e a necessidade de mão de obra especializada.
A interdisciplinaridade buscou conciliar os conceitos pertencentes às diversas áreas do conhecimento a fim de promover avanços como a produção de novos conhecimentos ou mesmo, novas subáreas.